# 後庄子 (屏東縣)
後庄子，原寫為後庄仔，是臺灣屏東縣萬丹鄉的一個傳統地域名稱，位於該鄉西南部。相較於今日行政區，其範圍大致包括後村村不含西部及東端、灣內村不含西部及東端北段及中段。

## 歷史
台灣日治初期，後庄子地區為一街庄，稱為「後庄仔庄」，隸屬於港西下里。昔日該庄北與下蚶庄為鄰，東與保長厝庄、新庄仔庄為鄰，南邊為田洋仔庄，西邊隔淡水溪（今高屏溪）與赤崁庄為界。
1901年（日治明治三十四年）11月，全台設置二十廳，該庄隸屬於阿猴廳。1903年（明治三十六年）12月，阿猴廳改名為阿緱廳。1904年（明治三十七年）4月，該庄編入「新庄仔區」，隸屬於阿緱廳。1909年（明治四十二年）10月，合併二十廳為十二廳，新庄仔區仍隸屬於阿緱廳。1920年（大正九年），廢十二廳改設五州二廳，該庄改制並雅化為「後庄子」大字，隸屬於高雄州東港郡萬丹庄。
戰後萬丹庄改制為萬丹鄉，隸屬於高雄縣，大字亦改制為村。1946年（民國35年）4月，原屬高雄縣之萬丹鄉、長興鄉（含今麟洛鄉）、九塊鄉劃入省轄屏東市，改稱萬丹區、長治區、九如區，村亦改制為里。1950年（民國39年）10月，高、屏分治，屏東市改制為縣轄市，隸屬於屏東縣，萬丹區、長治區、九如區改制為萬丹鄉、長治鄉、九如鄉，亦隸屬於屏東縣，里再改制為村。

## 聚落
本地區發展較早的聚落有後庄仔、井仔頭、道爺（已消失）、灣仔內等，在日治期初期的官方地圖上已有記載。

## 交通
省道台88線是「東西向快速公路－高雄潮州線」，經過本地區東北端。最近的交流道在西側是高雄市大寮區大發工業區和發路/華中路交會處的大發交流道，在東側是省道台27線交會處的萬丹交流道。由此等可快速前往台88線沿線各地，或銜接國道1號、國道3號。
市道188號是五甲至竹田的道路，除起點一小段外，其餘皆為省道台88線（東西向快速公路－高雄潮州線）的兩側平面車道。由該道路西行可前往高雄市大寮區、鳳山區南部，並止於市道183號路口；東行可前往竹田鄉，並止於縣道189號路口。
鄉道屏52-1線是田厝至灣仔內的道路。
鄉道屏53線是社皮至水泉的道路。
鄉道屏54線是灣仔內至新鐘的道路。
鄉道屏56線是後庄仔至渡船頭的道路。

## 學校
- 新興國小